# Логан Штайбер
Логан Джеффрі Штайбер (англ. Logan Jeffery Stieber; нар. 24 січня 1991, Монровіль, штат Огайо) — американський борець вільного стилю, чемпіон світу, чемпіон та бронзовий призер Панамериканських чемпіонатів, володар та срібний призер Кубків світу.

## Життєпис
Боротьбою почав займатися з 2000 року. У 2001 році став срібним призером чемпіонату світу серед юніорів.
У 2016 році виграв титул чемпіона світу в неолімпійській ваговій категорії до 61 кг.
Виступає за борцівський клуб «Titan Mercury». Тренер — Білл Задік.

## Спортивні результати на міжнародних змаганнях

### Виступи на Чемпіонатах світу
| Змагання                        | Збірна | Вагова категорія          | Місце  |
| ------------------------------- | ------ | ------------------------- | ------ |
| Чемпіонат світу з боротьби 2016 | США    | вільна боротьба, до 61 кг | Золото |
| Чемпіонат світу з боротьби 2017 | США    | вільна боротьба, до 61 кг | 12     |
| Чемпіонат світу з боротьби 2018 | США    | вільна боротьба, до 65 кг | 19     |

### Виступи на Панамериканських чемпіонатах
| Змагання                                   | Збірна | Вагова категорія          | Місце  |
| ------------------------------------------ | ------ | ------------------------- | ------ |
| Панамериканський чемпіонат з боротьби 2017 | США    | вільна боротьба, до 61 кг | Бронза |
| Панамериканський чемпіонат з боротьби 2018 | США    | вільна боротьба, до 65 кг | Золото |

### Виступи на Кубках світу
| Змагання                    | Збірна | Вагова категорія          | Місце  |
| --------------------------- | ------ | ------------------------- | ------ |
| Кубок світу з боротьби 2017 | США    | вільна боротьба, до 61 кг | Срібло |
| Кубок світу з боротьби 2018 | США    | команда                   | Золото |

### Виступи на інших змаганнях
| Змагання                                     | Збірна | Вагова категорія                 | Місце  |
| -------------------------------------------- | ------ | -------------------------------- | ------ |
| Rumble on the Rails 2013                     | США    | multiple Style Event, до LL60 кг | Золото |
| Міжнародний меморіал Білла Фаррелла 2015     | США    | вільна боротьба, до 65 кг        | Срібло |
| Золотий Гран-прі з боротьби 2015             | США    | вільна боротьба, до 65 кг        | Срібло |
| Гран-прі «Іван Яригін» 2016                  | США    | вільна боротьба, до 65 кг        | 12     |
| Київський Міжнародний турнір з боротьби 2016 | США    | вільна боротьба, до 65 кг        | Срібло |
| Турнір Олександра Медведя 2016               | США    | вільна боротьба, до 65 кг        | Бронза |
| Гран-прі Іспанії з боротьби 2017             | США    | вільна боротьба, до 61 кг        | Золото |
| Гран-прі «Іван Яригін» 2018                  | США    | вільна боротьба, до 65 кг        | 8      |

### Виступи на змаганнях молодших вікових груп
| Змагання                                      | Збірна | Вагова категорія          | Місце  |
| --------------------------------------------- | ------ | ------------------------- | ------ |
| Чемпіонат світу з боротьби серед юніорів 2011 | США    | вільна боротьба, до 60 кг | Срібло |